# El Frasno
El Frasno (aragónul El Fraixno) település Spanyolországban,  Zaragoza tartományban. El Frasno Morata de Jalón, Santa Cruz de Grío, Belmonte de Gracián, Sediles, Calatayud, Paracuellos de la Ribera, Sabiñán és Chodes községekkel határos. Lakosainak száma 361 fő (2024).

## Népesség
A település népessége az utóbbi években az alábbiak szerint változott:
| Lakosok száma | 551  | 530  | 477  | 479  | 452  | 439  | 386  | 380  | 379  | 361  |
|               | 2001 | 2004 | 2007 | 2009 | 2012 | 2014 | 2017 | 2019 | 2022 | 2024 |